# Isaac Titsingh

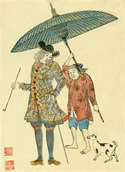
Japanse portret in de westerse stijl, 18e eeuw

Isaac (of Isaäc) Titsingh (Amsterdam, 10 januari 1745 – Parijs, 2 februari 1812) was een Nederlands chirurg, geleerde, koopvaardij-handelaar en ambassadeur.

## Biografie
Tijdens een lange carrière in Oost-Azië, was Titsingh een hogere ambtenaar van de Vereenigde Oostindische Compagnie (VOC). Hij vertegenwoordigde het in heel Europa en Azië opererende bedrijf in Japan, en had daar exclusief officieel contact met Tokugawa Ieharu, de tiende shogun van dat land. Hij reisde tweemaal naar Edo voor audiëntie bij de shogun en andere hoge bakufu-ambtenaren. Later was hij de directeur van de VOC in Bengalen. Titsingh werkte met zijn tegenhanger, Charles Cornwallis, gouverneur-generaal van de Britse Oost-Indische Compagnie. In 1795 vertegenwoordigde Titsingh met succes de Nederlandse en VOC-belangen in China, waar zijn ontvangst bij het hof van de keizer Qianlong (ook bekend onder de naam Chien-lung) in sterk contrast stond met het afwijzen van de Britse gezant George Macartney vlak voor de viering van Qianlongs zestigjarig keizerschap.

### Japan, 1779-84
Titsingh was de belangrijkste vertegenwoordiger of "Opperhoofd" van de VOC in Japan in 1779-80, 1781-83, en 1784. Het bijzondere belang van het hoofd van VOC in Japan tijdens deze periode werd vergroot door het Japanse beleid van door de bakufu opgelegde isolatie, de Sakoku. In verband met pogingen tot bekeren, mochten Europeanen op straffe des doods geen voet meer zetten op Japans grondgebied. De enige uitzondering op deze "gesloten deur"-politiek, was de VOC-factorij (handelspost) op het kunstmatige eiland Dejima in de baai van Nagasaki op het zuidelijke Japanse eiland Kyushu. In deze streng gecontroleerde omgeving, werden de VOC-handelaren de enige officiële mogelijkheid voor handel en voor wetenschappelijk-culturele uitwisselingen. Het VOC-Opperhoofd kreeg tijdens de verplichte jaarlijkse bezoeken aan de Shogun in Edo dezelfde status als die van de Japanse daimyo. De zeldzame informele contacten met bakafu-ambtenaren en Rangaku-geleerden tijdens deze jaarlijkse bezoeken, waren voor Titsingh zeker zo belangrijk als de formele ontmoetingen met shogun Tokugawa Ieharu.

### India, 1785-1792
In 1785 werd Titsingh benoemd tot directeur van de VOC-handelpost in Chinsura in Bengalen. Chinsura ligt stroomopwaarts van Calcutta aan de Hooghly, een zijrivier van de Ganges. Daar schijnt hij met volle teugen genoten te hebben van het intellectuele leven in de Europese gemeenschap. Door Sir William Jones, filoloog en jurist in Bengalen, werd Titsingh beschreven als "Mandarin van Chinsura".

### Batavia, 1792-1793
Titsinghs terugkeer naar Batavia (nu Jakarta, Indonesië) leidde tot nieuwe posities als Ontvanger-Generaal (Penningmeester) en later als Commissaris ter Zee (Maritieme Commissaris).

### China, 1794-1795

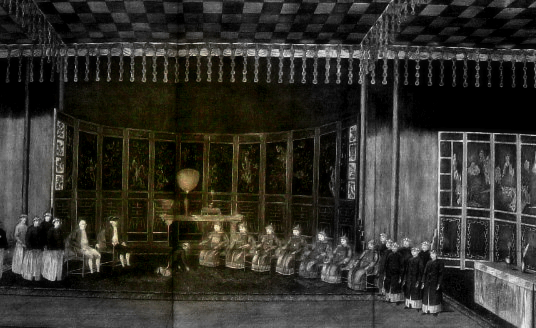
Nederlandse Ambassadeur aan het hof van de Keizer Qianlong, 1795

In verband met de vieringen van het zestigjarig keizerschap van Keizer Qianlong werd Titsingh benoemd tot ambassadeur van een gezantschap van de VOC naar het hof van de keizer van China. Naast Titsingh namen ook Andreas Everardus van Braam Houckgeest en de tolk Chrétien-Louis-Joseph de Guignes deel aan het gezantschap. De bevindingen van Van Braam en De Guignes werden destijds in Europa en de Verenigde Staten gepubliceerd. Het journaal van Titsingh werd in 2005 in Nederland uitgegeven.

### De terugkeer naar Europa, 1796-1812
Titsingh woonde tijdens zijn pensioen in Parijs, en stierf daar op 67-jarige leeftijd. Hij is begraven op de begraafplaats van Père Lachaise in Parijs. Op zijn grafsteen staat: "Ici repose Isaac Titsingh. Ancien conseiller des Indes hollandaises. Ambassadeur à la Chine et au Japon. Mort à Paris le 2 Février 1812, agé de 68 ans." [Hier ligt Isaac Titsingh. Oud-ambtenaar van Nederlands-Indië. Ambassadeur in China en Japan. Overleden te Parijs op 2 februari 1812, 68 jaar oud.] Zijn grafsteen is door biograaf Frank Lequin teruggevonden en is vervolgens gerestaureerd.

## Nalatenschap
De ervaringen en het onderzoek van Titsingh in Japan zijn de bron voor postuum gepubliceerde boeken waarvan het meest opmerkelijk zijn:
- Titsingh, Isaac. (1820). Mémoires et Anecdotes sur la Dynastie régnante des Djogouns, Souverains du Japon, avec la description des fêtes et cérémonies observées aux différentes époques de l'année à la Cour de ces Princes, et un appendice contenant des détails sur la poésie des Japonais, leur manière de diviser l'année, etc.; Ouvrage orné de Planches gravées et coloriées, tiré des Originaux Japonais par M. Titsingh; publié avec des Notes et Eclaircissemens Par M. Abel Rémusat. Paris: Nepveu.[1]

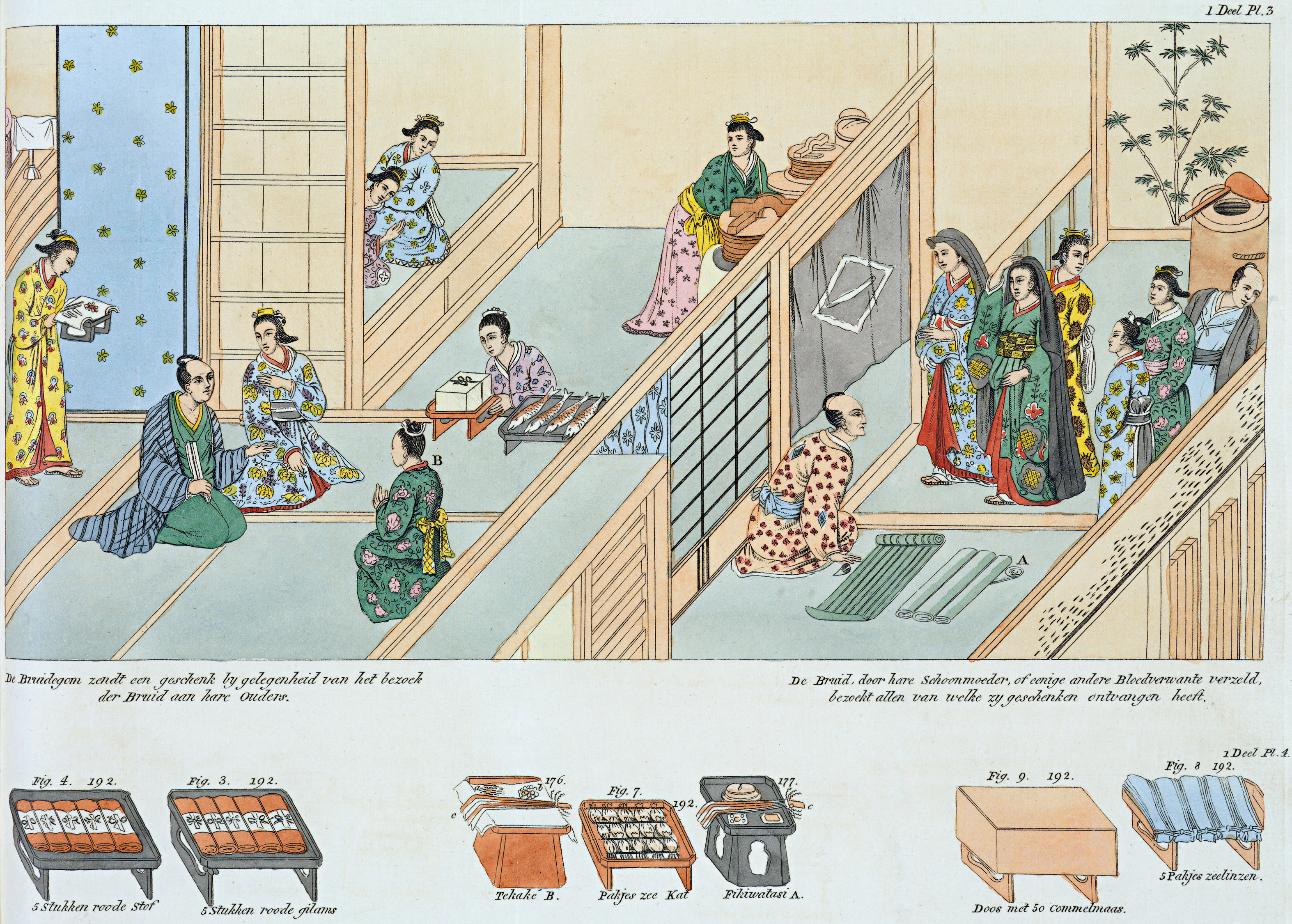
Huwelijksceremonie uit Bijzonderheden over Japan (1824)

- Titsingh, Isaac. (1822). Illustrations of Japan; consisting of Private Memoirs and Anecdotes of the reigning dynasty of the Djogouns, or Sovereigns of Japan; a description of the Feasts and Ceremonies observed throughout the year at their Court; and of the Ceremonies customary at Marriages and Funerals: to which are subjoined, observations on the legal suicide of the Japanese, remarks on their their poetry, an explanation of their mode of reckoning time, particulars respecting the Dosia powder, the preface of a work by Confoutzee on filial piety, &c. &c. by M. Titsingh formerly Chief Agent to the Dutch East India Company at Nangasaki. Translated from the French, by Frederic Shoberl with coloured plates, faithfully copied from Japanese original designs. London: Ackermann.

- Titsingh, Isaac. (1834). Supplément aux Annales des Daïri, appended to [Siyun-sai Rin-siyo/Hayashi Gahō, 1652] Nipon o daï itsi ran (Nihon Ōdai Ichiran); Annales des empereurs du Japon, tr. par M. Isaac Titsingh avec l'aide de plusieurs interprètes attachés au comptoir hollandais de Nangasaki; ouvrage re., complété et cor. sur l'original japonais-chinois, accompagné de notes et précédé d'un Aperçu d'histoire mythologique du Japon, par M. J. Klaproth. Paris: Royal Asiatic Society, Oriental Translation Fund of Great Britain and Ireland.
- Lequin, Frank. (2005). Isaac Titsingh in China (1794-1796). Canaletto/Repro Holland. ISBN 9064698090.